# Moggridgea dyeri
Moggridgea dyeri är en spindelart som beskrevs av O. Pickard-Cambridge 1875. Moggridgea dyeri ingår i släktet Moggridgea och familjen Migidae. Inga underarter finns listade i Catalogue of Life.